# 新龍國際
新龍國際集團有限公司（港交所：0529），於1983年由新加坡商人林森桂創立，主要業務為分銷資訊科技產品包括電腦系統、電腦軟件、電腦周邊設備及網絡產品及房地產投資，公司的市場主要在東南亞包括香港、新加坡、馬來西亞及泰國。公司的主席為林家名。
2010年11月29日怡和科技斥資1.3億美元收購新龍國際集團有限公司在香港、新加坡及馬來西亞的資訊科技分銷業務。
而在2012年12月中，新龍國際以2.75億港元（29.6億日圓）收購從Yugen Kaisha Sannou Holdings持有日本第三最高建築物臨空門大廈，已獲全面批准。
2013年9月3日新龍國際以64.3億日圓（約5.15億港元）收購日本東橫INN五項酒店權益，五酒店分別位於沖繩、石川縣、神奈川縣、新潟縣及德島縣。
- 註冊地:百慕達
- 總部:鰂魚涌海澤街28號東港中心3樓
- 法律顧問:諾頓羅氏律師行
- 核數師:德勤．關黃陳方會計師行

## 参看
- 2008年夏季奧林匹克運動會香港區火炬接力

## 外部参考
- 官方網址 （页面存档备份，存于）
- 東橫INN （页面存档备份，存于）